# 韦尼松河
韦尼松河（法語：Vernisson，法語發音：[vɛʁnisɔ̃]）是法国中央-盧瓦爾河谷大區卢瓦雷省的河流，是皮索河的右支流，长37.2千米。